# ジガンショール大学
ジガンショール大学（ジガンショールだいがく、Université de Ziguinchor）は、セネガルのジガンショール市にある国立大学。2007年創設。ダカールのシェイク・アンタ・ジョップ大学、サンルイのガストン・ベルジェ大学に続く、同国で3番目の国立大学である。
ジガンショールの主要経済は、貨物港湾業とそれに関わる食品加工産業などが中心となっている。米、トロピカルフルーツ（オレンジ・マンゴー・バナナ）、カシューナッツ・野菜、魚・エビの大量生産でも知られており、特に地元で加工されたピーナッツ油の輸出が有名である。
活気に満ちた観光地であるキャップスキリング近くのビーチは、1960年代に外国人観光客によって発見され、同国最初のリゾート地の1つとして建設された。

## 日本の学生交流協定校
- 大阪工業大学

## 学部
- 理工学部
- 人文科学部
- 経済社会学部